# Подчетртек
Подчетртек (словен. Podčetrtek) — поселення в общині Подчетртек, Савинський регіон, Словенія. Висота над рівнем моря: 219,3 м.